# The Better Way (film 1913)
The Better Way  è un cortometraggio muto del 1913 diretto da Wray Bartlett Physioc al suo primo film da regista. Il film segna anche il debutto sullo schermo di Mary Alden, una delle prime attrici di Broadway a passare al cinema. Tra gli altri attori, Jack Hopkins e James Ayres. La bambina è interpretata dalla decenne Pauline Curley che girerà, nella sua carriera, 55 film, ritirandosi dagli schermi nel 1929 a neppure 26 anni. Questo è il suo secondo film.

## Produzione
Il film fu prodotto dalla Ramo Films.

## Distribuzione
Il film, un cortometraggio in una bobina, uscì nelle sale cinematografiche statunitensi il 19 febbraio 1913.